# U.S. Highway 18
Der U.S. Highway 18 (kurz US 18) ist ein United States Highway in den Vereinigten Staaten. Er beginnt an der Interstate 25 bei Orin in Wyoming und endet in der Innenstadt von Milwaukee.

## Verlauf

### Wyoming
Der Beginn des Highways US 18 in Wyoming liegt am den North Platte River begleitenden Interstate 25 und damit am historischen Oregon Trail über den die Siedler des 19. Jahrhunderts nach Westen zogen. Er führt zusammen mit dem U.S. Highway 20 nach Lusk, von wo er zusammen mit dem U.S. Highway 85 in nördliche Richtung bis zur Mule Creek Junction im Nordosten des Niobrara Countys verläuft. Hier trennt er sich von der US 85 und orientiert sich nach Osten. Etwa 10 Meilen weiter erreicht er die Grenze zu South Dakota.

### South Dakota
Der US 18 durchquert den ganzen Staat nahe seiner südlichen Grenze. Der erste Ort, auf den er in South Dakota trifft, ist Edgemont. Anschließend führt er durch Städte und Gebiete wie Hot Springs, der Pine Ridge Reservation, mit Pine Ridge und etwas abseits Wounded Knee, wo 1890 das letzte große Massaker der Indianerkriege stattfand und 1973 ein einflussreicher bewaffneter Aufstand des American Indian Movement. Weiter verläuft er durch die Rosebud Indian Reservation und Winner, bevor er auf dem Fort Randall Dam den Missouri River überquert. Auf dem anderen Ufer liegt die Yankton Reservation, wo der Highway für einige Meilen gemeinsam mit dem US 281 nach Nordosten verläuft. Kurz vor Worthing nutzt der Highway für drei Meilen die Strecke des Interstate 29. Östlich von Canton erreicht er nach der Überquerung des Big Sioux Rivers den Bundesstaat Iowa.

### Iowa
Auch Iowa wird in voller Länge im dünn besiedelten und landwirtschaftlichen geprägten Norden des Staates durchquert. Inwood ist der erste Ort nach der Grenze, auf den die Straße trifft. Der US 18 verläuft weiter durch Spencer und Algona, bevor er bei Clear Lake die Interstate 35 kreuzt. Anschließend dient sie als südliche Umgehung von Mason City. Zwischen Clear Lake und Charles City ist er Teil der Avenue of the Saints, einer überregionalen Verbindung zwischen St. Paul, Minnesota und St. Louis, Missouri diagonal zum System der Interstates. Ab Charles City wird der US 18 wieder eine ländliche zweispurige Straße. Er nutzt bei New Hampton für gut 10 km den US 63 und bei Postville für knapp 30 km die gleiche Strecke wie der U.S. Highway 52. Weiter in östlicher Richtung trifft überquert er den Mississippi River auf der Marquette-Joliet Bridge zwischen Marquette und Prairie du Chien auf dem anderen Ufer in Wisconsin.

### Wisconsin
Ab Prairie du Chien verläuft der U.S. Highway 18 zunächst in südlicher Richtung und überquert bei Bridgeport den Wisconsin River. Anschließend verläuft er wieder in östlicher Richtung. Zwischen Dodgeville und Madison bildet er zusammen mit dem U.S. Highway 151 einen Freeway. Die U.S. Highways 18 und 12 dienen zunächst dem südlichen Umgehungsring von Madison und verlaufen anschließend noch gemeinsam bis Cambridge. Nach weiteren Städten wie Jefferson und Waukesha endet der Highway in der Innenstadt von Milwaukee als East Michigan Street am Ufer des Lake Michigan.

## Zubringer
Der U.S. Highway hat im Moment einen Zubringer-Highway. Der U.S. Highway 218 verläuft von Keokuk in Iowa nach Owatonna in Minnesota. In der Nähe der Stadt Floyd kreuzt der US 218 den US 18.
Von 1926 bis 1937 gab es mit dem U.S. Highway 118 noch einen weiteren Zubringer. Er führte in Wisconsin von Dodgeville nach Dickeyville. Seit 1937 gehört er zum U.S. Highway 151.